# Oregonichthys kalawatseti
Oregonichthys kalawatseti é uma espécie de peixe actinopterígeo da família Cyprinidae.
Apenas pode ser encontrada nos Estados Unidos da América.